# La innocència
La innocència és una pel·lícula catalana dirigida per Lucía Alemany i produïda per Un Capricho de Producciones, Turanga Films i Lagarto Films. Es va estrenar als cinemes el 10 de gener del 2020. Protagonitzada per Carmen Arrufat, Laia Marull i Sergi López, explica l'estiu d'una adolescent que es queda embarassada en una petita vila a la vora de Castelló. Ha rebut set nominacions als Premis Gaudí i dues als Goya.

## Argument
La Lis és una adolescent que somia convertir-se en artista de circ i escapar del seu poble, malgrat que sap que, per aconseguir-ho, haurà d'enfrontar-se als seus pares. És estiu i la Lis es passa el dia jugant al carrer i flirtejant amb el seu xicot, uns anys més gran que ella. La xafarderia dels veïns l'obliga a mantenir aquesta relació en secret per tal que els seus pares no se n'assabentin. Una relació que canviarà la seva vida per sempre.

## Repartiment
- Carmen Arrufat com a Lis
- Laia Marull com a Soledad
- Sergi López com a Catalano
- Sonia Almarcha com a Remedios
- Joel Bosqued com a Néstor
- Josh Climent com a El Polaco
- Laura Fernández com a Rocío
- Bogdan Florin Guilescu com a Bogdan
- Lidia Moreno com a la Patri